# Muthig Voran
Muthig Voran, op. 432, är en schnellpolka av Johann Strauss den yngre. Den framfördes första gången den 26 februari 1888 i Gyllene salen i Musikverein i Wien.

## Historia
I februari 1887 började Johann Strauss komponera en operett som inte följde det vanliga mönstret. Simplicius byggde på Hans Jakob Christoffel von Grimmelshausens roman Den äventyrlige Simplicissimus (1668) om det Trettioåriga kriget. Den hade premiär den 17 december 1887 på Theater an der Wien med Strauss själv som dirigent. I början av andra akten reste sig en dam på främre parketten och ropade att det luktade brandrök. Endast sex år hade gått sedan Ringtheater brunnit ned med hundratals dödsoffer. Tumult uppstod och folk trängdes för att komma till utgångarna. Några hundratal hann lämna salongen innan Strauss höjde taktpinnen och fortsatte musiken. Den kvarvarande publiken lugnade sig och föreställningen kunde slutföras. Det spekulerades i att en av barnstatisterna kommit för nära en gaslåga med en hattfjäder, men inget sådant framkom under den kommande polisutredningen. Musiknumret som Strauss valde att spela var eremitens romans (Nr 12) i akt II; "lch denke gern zurück".
På sedvanligt manér arrangerade Strauss totalt sju separata orkesterstycken från operettens musiknummer, däribland polkan Muthig Voran. Den framfördes första gången den 26 februari 1888 i Gyllene salen i Musikverein under ledning av Eduard Strauss. Samma afton framförde emellertid det 24:e infanteriregementet samma verk i Wiener Stadtpark. 
Strauss hämtade musikmaterialet till tema 1A och 1B från ensemblen (Nr 4) i akt I och "Glockenlied" i akt III. Trio-delens första tema kommer från akt II, "D'rum sagt ich dir ade, ade o Universität!"

## Om polkan
Speltiden är ca 3 minuter och 13 sekunder plus minus några sekunder beroende på dirigentens musikaliska tolkning.
Polkan var ett av sju verk där Strauss återanvände musik från operetten Simplicius:
- Donauweibchen, Vals, Opus 427
- Reitermarsch, Marsch, Opus 428
- Simplicius-Quadrille, Kadrilj, Opus 429
- Soldatenspiel, Polka-française, Opus 430
- Lagerlust, Polkamazurka, Opus 431
- Muthig Voran, Schnellpolka, Opus 432
- Altdeutscher Walzer, Vals, utan opusnummer

## Weblänkar
- Muthig Voran i Naxos-utgåvan.